# ورم وعائي مشيمي
ورم المشيمة أو الورم الوعائي المشيمي هو ورم حميد يُصيب المشيمة، يُنظر إليه في حوالي 0.5 إلى 1٪ من حالات الحمل. يتم تشخيص الورم في الغالب في الثلث الثاني من الحمل. ومن المعروف أن الأورام المشيمية العصبية الكبيرة تسبب مضاعفات في الحمل، في حين لا تُظهر الأورام صغبرة الحجم أية أعراض.

## الأعراض

### المضاعفات
قد تؤدي الأورام المشيمية العصبية الكبيرة أو المتعددة إلى مضاعفات. تشمل المضاعفات الاستسقاء السلوي والولادة المبكرة وفقر الدم الانحلالي تضخم قلب الجنين ونقص الصفيحات الجنينية، وتأخر النمو داخل الرحم، وتسمم الحمل، وتهتك المشيمة والشذوذ الخلقي.

## طريقة تطور المرض
ينشأ ورم المشيمة من الطبقة المشيمية المتوسطة البدائية. يتطور الورم عندما تتمدد الأوعية الدموية وتنتشر بشكل سريع مستقل عن الأنسجة المحيطة بها. صنّف مارشيتي ورم المشيمية العصبية على أساس الخصائص النسيجية إلى ثلاثة أنواع:
- النوع الخلوي: يعتبر هذا النوع غير ناضج وتحتوي معظم المشيمة على عناصر خلوية معبأة ومضغوطة.
- النوع الوعائي: يعتبر هذا هو النوع الأكثر شيوعًا من ورم المشيمة، ويتميز بوجود العديد من الأوعية الدموية الصغيرة.
- النوع التنكسي: يعتبر هذا هو النوع الناضج مع حدوث التغيرات التنكسية.

ويعتقد أن كل نوع يمثل مرحلة من تطور الورم. يمكن أن يتضاعف ورم المشيمة الوعائي إلى ورم خبيث.

## التشخيص
تعتبر معظم الأورام المشيمية العصبية غير متناظرة. يتم التقاطها بشكل عام حتى في مسح الثلث الثاني باستخدام السونار. وينظر إلى ورم المشيماء على أنه كتلة مقيدة أو مفرطة الصدى تختلف عن المشيمة عند الفحص باستخدام الموجات فوق الصوتية. قد تحتوي الأورام الكبيرة على حاجز ليفي، وينظر إلى التجويف الذي يحيط بالجنين بالقرب من مكان ارتباط الحبل السري. يُظهر فحص تخطيط صدى المشيمة الدوبلري المناطق الكيسية مصاحبة للصدى، مع تدفق نابض في التحليل الطيفي. قد تظهر بعض الأورام المشيمية العصبية ككتل صلبة، وقد لا تكون قابلة للتحديد في التصوير الرمادي. ولذلك، يعتبر تخطيط صدى القلب الدوبلري الملون أكثر الأدوات دقةَ في تشخيص ورم المشيمة الوعائي، إذ أنه يميزه من ورم المشيمة الدموي.

## العلاج
يوصى بمتابعة ورم المشيمة الوعائي دون أي تدخل جراحي. يتم رصد الأورام الكبيرة باستخدام الموجات فوق الصوتية كل 1-2 أسابيع. في حالة جدوث مضاعفات للأم أو الجنين، فإن التدخلات الممكنة هي عمليات نقل الجنين التسلسلي أو الكي بالليزر أو الجراحة التنظيرية بالمنظار والتصلب الكيميائي باستخدام الكحول.

## التنبؤ المرضي
قد يخضع ورم المشيميات ذات الحجم الكبير مع انخفاض التباين في الموجات الصوتية، وانخفاض حجم الورم وانخفاض تدفق الدم في الصور دوبلر الملون للاحتشاء التلقائي. عندما ينخفض تدفق الدم في الأوعية المشيمية، فإن تدفق الدم إلى الجنين والنتائج الطبية تتحسن بشكل كبير.

## وبائيات المرض
يعتبر ورم المشيمة الوعائي أكثر أورام المشيمة شيوعًا من. تحدث أورام المشيمة العصبية ذات حجم 5 سم في القطر بصورة نادرة، وتحدث بمعدل 1: 3500 إلى 1: 16،000 لكل ولادة، بينما تعتبر أورام المشيميات العصبية الصغيرة أكثر حدوثًا، مع حدوث 14-139: 10000 لكل ولادة. ومع ذلك، قد لا تكون العديد من ورم وعائية مشيمية صغيرة مرئية في الموجات الصوتية، وبالتالي لا يبلغ عنها. تم اكتشاف أكثر من نصف جميع الأورام فقط في دراسة سريرية بواسطة التقنيات النسيجية.

## التاريخ
وصف كلارك لأول مرة في عام 1798 ورم المشيمية العصبية.